# Defensa química
La defensa química és l'ús de compostos químics per part d'organismes biològics per dissuadir l'herbivorisme i la depredació. Les defenses químiques també poden ser utilitzades en interaccions competitives entre espècies per impedir l'excés de creixement o mantenir el domini territorial.

## En plantes
Les defenses químiques són una de les estratègies adaptatives més comunes emprades per les plantes per reduir l'herbivorisme. La producció de capsaïcina en molts pebrots és una defensa coneguda pels éssers humans. Aquestes defenses són comunes i poden ser directes o indirectes i tenir lloc en resposta al dany rebut per la planta, una modificació genètica, i poden afectar la supervivència i al creixement. Les defenses químiques també poden ser en forma de compostos no volàtils que poden atreure depredadors naturals d'herbívors. Aquestes defenses tenen lloc per si mateixes o conjuntament amb d'altres. L'escorça de moltes espècies de coníferes conté altes quantitats de fenòlics. Aquestes defenses químiques actuen tan com anti-fongs com inhibint els herbívors produint enzims hidrolítics que impedeixen a molts insectes penetrar la dura capa exterior que cobreix moltes coníferes.

## En animals
La defensa química és més comuna en insectes, encara que també pot ocórrer en mamífers. La mofeta és un exemple de mamífer particularment dramàtic. Altres exemples inclouen els caràbids, que de forma precisa poden disparar verí bullint a un depredador, Utetheisa ornatrix que excreta una mescla d'alcaloide escumós, i Diploptera punctata que dispara un raig d'una mescla de quinona a través dels espiracles.

## Plantes de creixement lent vs. plantes de creixement ràpid
Les substàncies químiques utilitzades com a defensa produïda per les espècies de plantes depenen de la quantitat dels nutrients disponibles en l'entorn. Les plantes de creixement ràpid amb molts nutrients disponibles sovint utilitzen una quantitat diversa de substàncies químiques. Les espècies de creixement lent amb nivells de baixos de nutrients sovint tenen lignines o substàncies químiques polifenòliques.
Els invertebrats marí també tenen defenses químiques que els protegeixen de depredadors, particularment esponjes marines tropicals, gorgònies, nudibranquis, i tunicats.